# Береніка
«Береніка» (англ. Berenice) — оповідання американського письменника Едгара Аллана По, написане і опубліковане в 1835 році.

## Сюжет
Молодий юнак Егей закоханий у свою кузину Береніку, у якої трапляються часті напади епілепсії, що закінчуються переходом в транс, що майже не відрізняються від смерті. Але хвора не тільки кохана, хворий і сам Егей. Психічну недугу герой називає мономанією, яка змушує його з маніакальною жадібністю розбиратися в дрібницях, опановує його розумом. Колись Береніка була красунею і любила кузена, він же полюбив її тільки тепер, коли вона до невпізнання змінилася. Вони — двоє душевнохворих молодих людей — вирішують одружитися. Але напередодні одруження трапляється жахливе: служниця знаходить мертве тіло майбутньої дружини героя. У ніч після похорону юнак залишається один у своїй бібліотеці і намагається згадати кілька годин свого життя, які були ніби стерті з пам'яті. Він пам'ятає, як ховали кохану, як він попрямував до будинку, але що було після, залишалося загадкою. Нарешті, до нього увірвався слуга і став кричати про нечуваний злочин: хтось розкопав могилу Береніки, яка виявилася живою, і понівечив її до невпізнання. Слуга підводить Егея до дзеркала і той з жахом розуміє, що це він спотворив свою наречену: його сорочка була забруднена кров'ю, а на столі виявилася коробка з білосніжними зубами його нареченої (думка про те, що вони бездоганні переслідували божевільного).